# 大天使ラファエルとトビアスのいる風景
『大天使ラファエルとトビアスのいる風景』（だいてんしラファエルとトビアスのいるふうけい、仏: Paysage avec l'archange Raphaël et Tobias, 西: Paisaje con Arcángel Rafael y Tobías, 英: Landscape with Archangel Raphael and Tobias）は、フランスのバロック時代の古典主義の画家クロード・ロランが1639年から1640年に制作した絵画である。油彩。主題は『旧約聖書』外典の｢トビト書｣で語られているトビアスと大天使ラファエルの物語から取られている。ブエン・レティーロ宮殿の装飾のために制作された8点の風景画連作の1つで、『オスティアで乗船するローマの聖パウラがいる風景』（Paysage à l'embarquement de Sainte Paula Romana à Ostie）の対作品。現在はマドリードのプラド美術館に所蔵されている。またサンクトペテルブルクのエルミタージュ美術館に別バージョンが所蔵されている。

## 主題
ニネヴェに住む盲目のユダヤ人トビトは知人に貸した金を返してもらうため、息子トビアスをメディアまで使いに行かせることにした。そこでトビアスがメディアまで案内してくれる人間を探すと、親戚を名乗る男が現れて案内を申し出た。この人物は実は信仰を守るトビトの盲目を癒すため、神が遣わした大天使ラファエルであった。そこでトビアスは天使とは気づかずに犬を連れて彼と旅立った。2人がティグリス川のほとりで野宿したとき、トビアスはラファエルの助言に従って魚を捕まえ、心臓と肝臓、胆嚢を取り出した。その後、トビアスはエクバタナの女サラに取りついた悪魔アスモデウスを魚の心臓と肝臓を炙った煙で追い払ったのちに彼女と結婚し、帰国後に魚の胆嚢の胆汁で父の目を癒した。

## 制作経緯

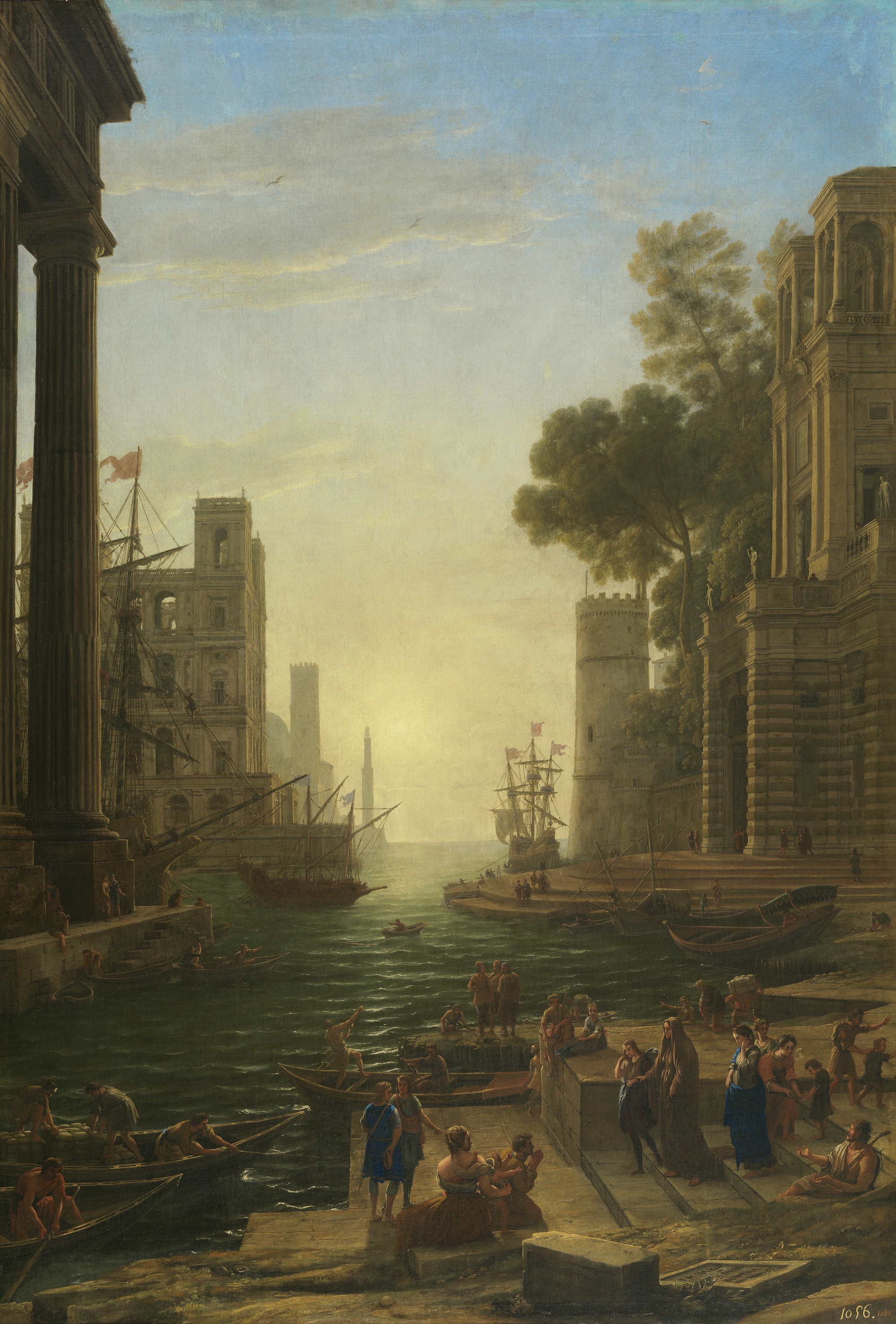
対作品『オスティアで乗船するローマの聖パウラがいる風景』。プラド美術館所蔵。

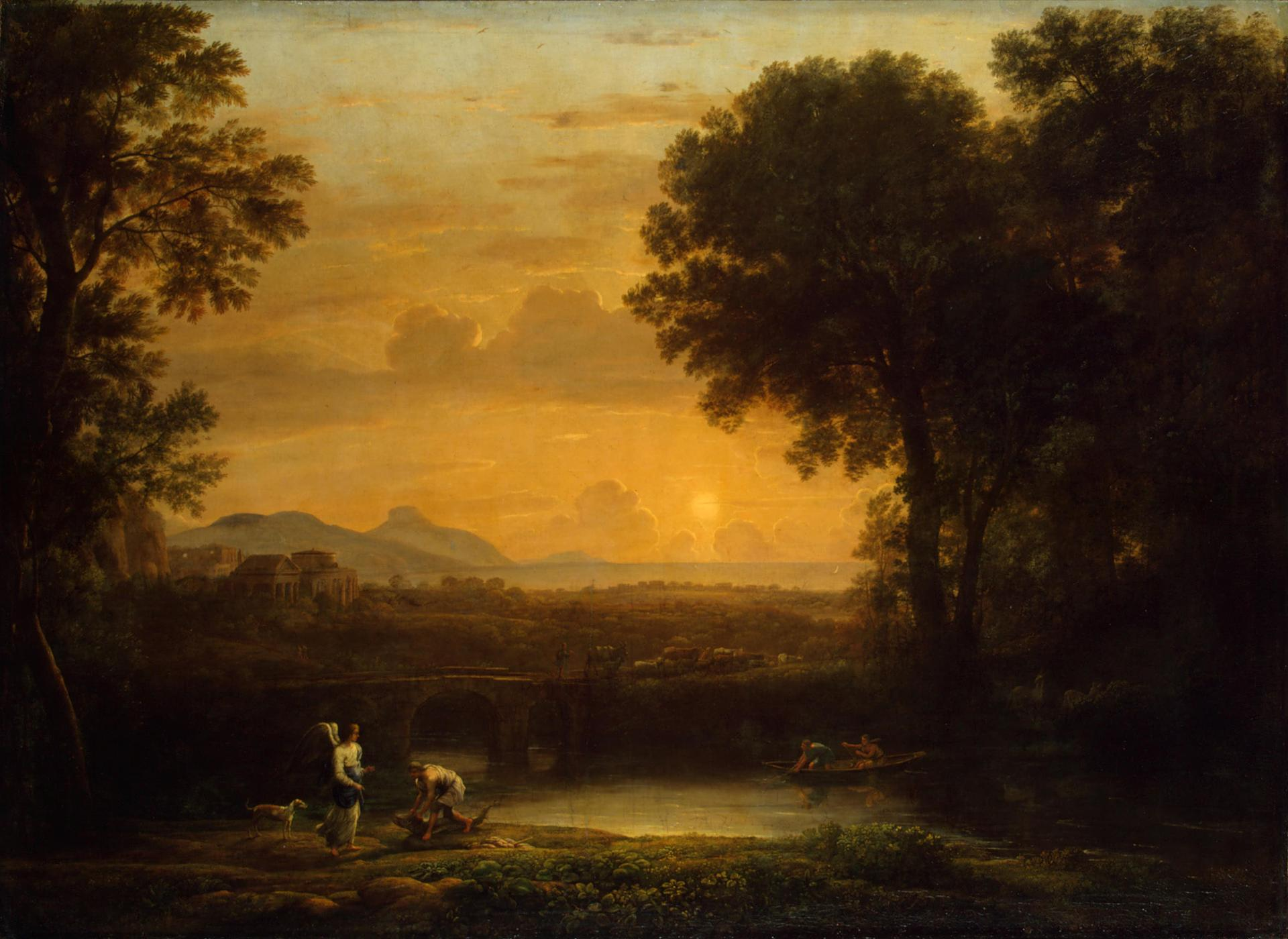
1663年に制作された別バージョン。エルミタージュ美術館所蔵。

スペイン国王フェリペ4世の治世に着工され完成したブエン・レティーロ宮殿を装飾するため、第3代オリバーレス伯爵ガスパール・デ・グスマンの監督のもと大規模な美術品が購入された。その購入総数は200点にもおよび、入手方法を特定することは困難であるが、史料によってローマで活動する芸術家たちに多くの風景画が発注されたことが分かっている。クロード・ロランにも1636年から1638年に4点、1639年から1641年に本作品を含む4点の計8点の絵画が発注されている。このうち前者は横長の画面の作で、『聖アントニウスの誘惑のある風景』（Paysage avec la tentation de saint Antoine）、『聖オヌフリウスのいる風景』（Paysage avec saint Onuphrius）、『聖マリア・デ・セルヴェッロのいる風景』（Paysage avec Sainte María de Cervelló）、ほか失われた作品1点、後者は縦長の画面の作品で、本作品及びその対作品『オスティアで乗船するローマの聖パウラがいる風景』と、『モーセの発見のある風景』（Paysage avec la découverte de Moïse）、『聖セラピアの埋葬のある風景』（Paysage avec l'Enterrement de Saint Serapia）であった。

## 作品
クロード・ロランは大河ティグリスのほとりで野宿をするトビアスが、大天使ラファエルの指示に従って魚の内臓を取り除くシーンを描いている。彼が捕らえた魚は非常に大きく、トビアスは魚の上に跨って作業をしている。空は画面の5分の3を占めている。夕暮れの空は高い場所では青く、地平線に近づくほど赤みを帯びた色調になる。この色調はクロード・ロランの絵画には前例がない詩的で夢想的な雰囲気を画面に吹き込んでいる。トビアスの背後にはティグリス川が弧を描くように流れており、画面の両側を区切るかのように高い木々が立っている。また対岸に建っている廃墟となった塔や、遠景に見える川に架けられた橋といった小さな要素は、画面に人間味を与えている。
美術史家ジョン・スミス（1837年）、マルセル・レートリスベルガー（1961年）以来、多くの研究者によって本作品と『オスティアで乗船するローマの聖パウラがいる風景』が対作品を形成し、『モーセの発見のある風景』と『聖セラピアの埋葬のある風景』がもう1つの対作品を形成していたと論じられてきた。これに対して、本作品の対作品はむしろ『モーセの発見のある風景』であり、『オスティアで乗船するローマの聖パウラがいる風景』の対作品は『聖セラピアの埋葬のある風景』ではないかと主張する研究者も多い。後者の主張は構図を構成する主要要素が『モーセの発見のある風景』と『大天使ラファエルとトビアスのいる風景』、『オスティアで乗船するローマの聖パウラがいる風景』と『聖セラピアの埋葬のある風景』の間で鏡像のように一致している点で説得力がある。実際に前者が画面を斜めに横切る川や、共通する建築要素（塔と橋）、画面の両端にある森など、牧歌的風景を中心としているのに対して、後者は建築物のある風景を中心としている。主題選択の点でも前者がいずれも初期キリスト教の聖女を主題としているのに対して、後者は『旧約聖書』の登場人物を主題としており、それぞれの間に共通性が認められる。
画家が贋作を避けるために作成した作品目録『リベル・ヴェリタリス』（Liber Veritatis, 真実の書の意）では50番に記録されている。同箇所では本作品がスペイン国王のために制作した旨が記されている。
制作年代については、1639年から1640年に制作されたとするレートリスベルガーの説（1961年）が異論なく受け入れられている。

## 来歴
絵画はスペイン王室コレクションとして、1701年と1794年にブエン・レティーロ宮殿で記録されている。

## ギャラリー

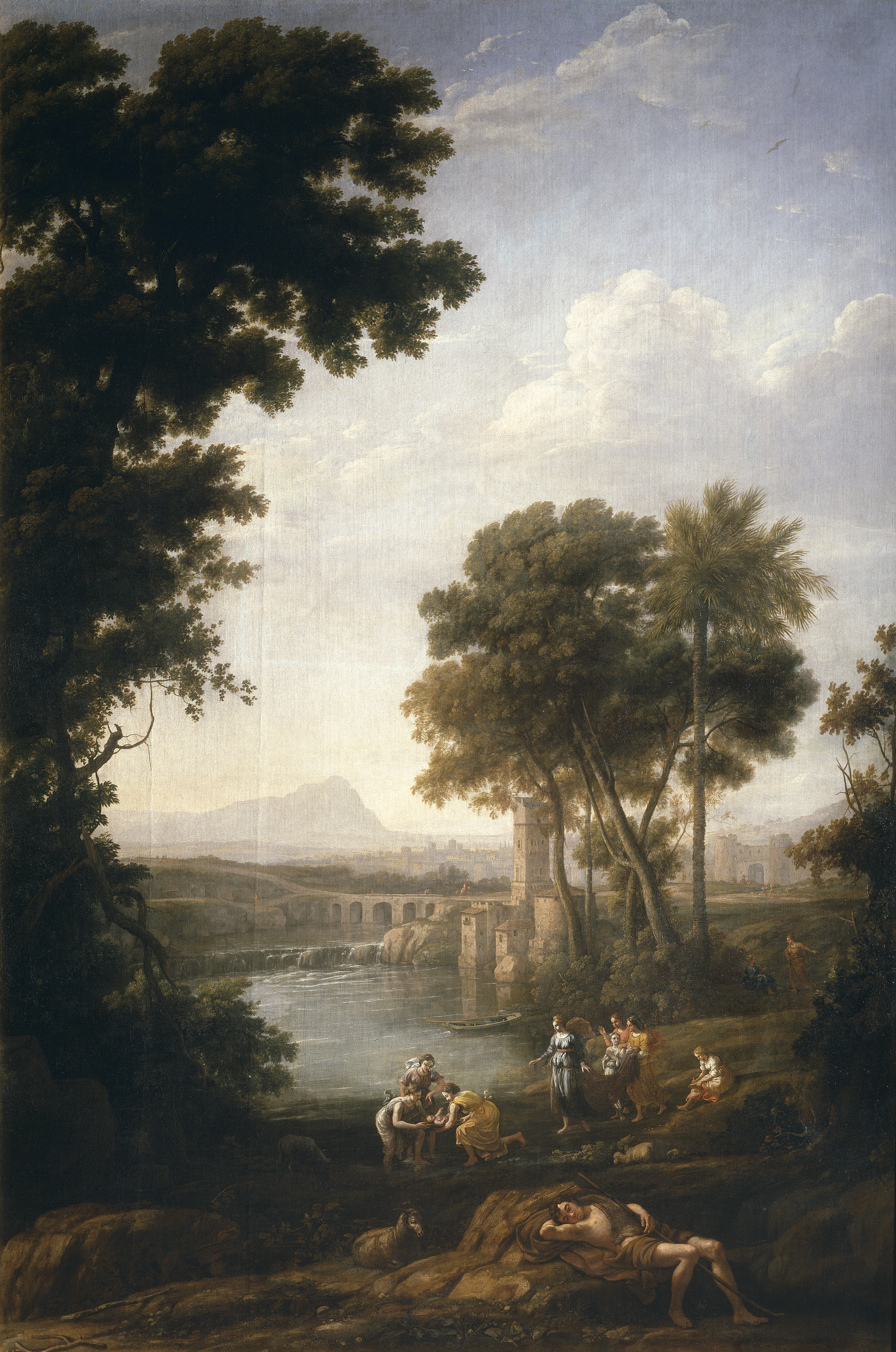
『モーセの発見のある風景』1637年から1639年の間 プラド美術館所蔵
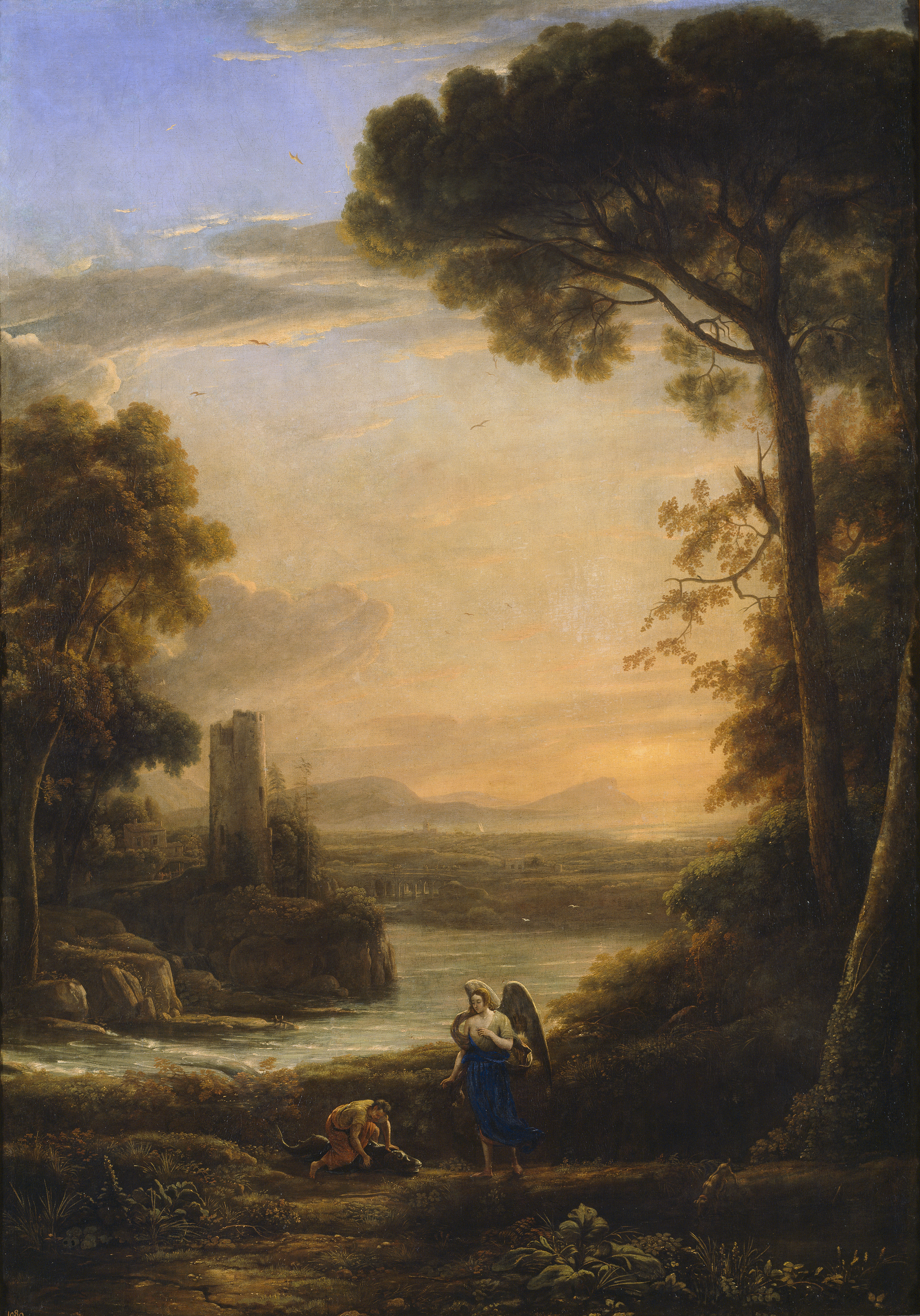
『大天使ラファエルとトビアスのいる風景』
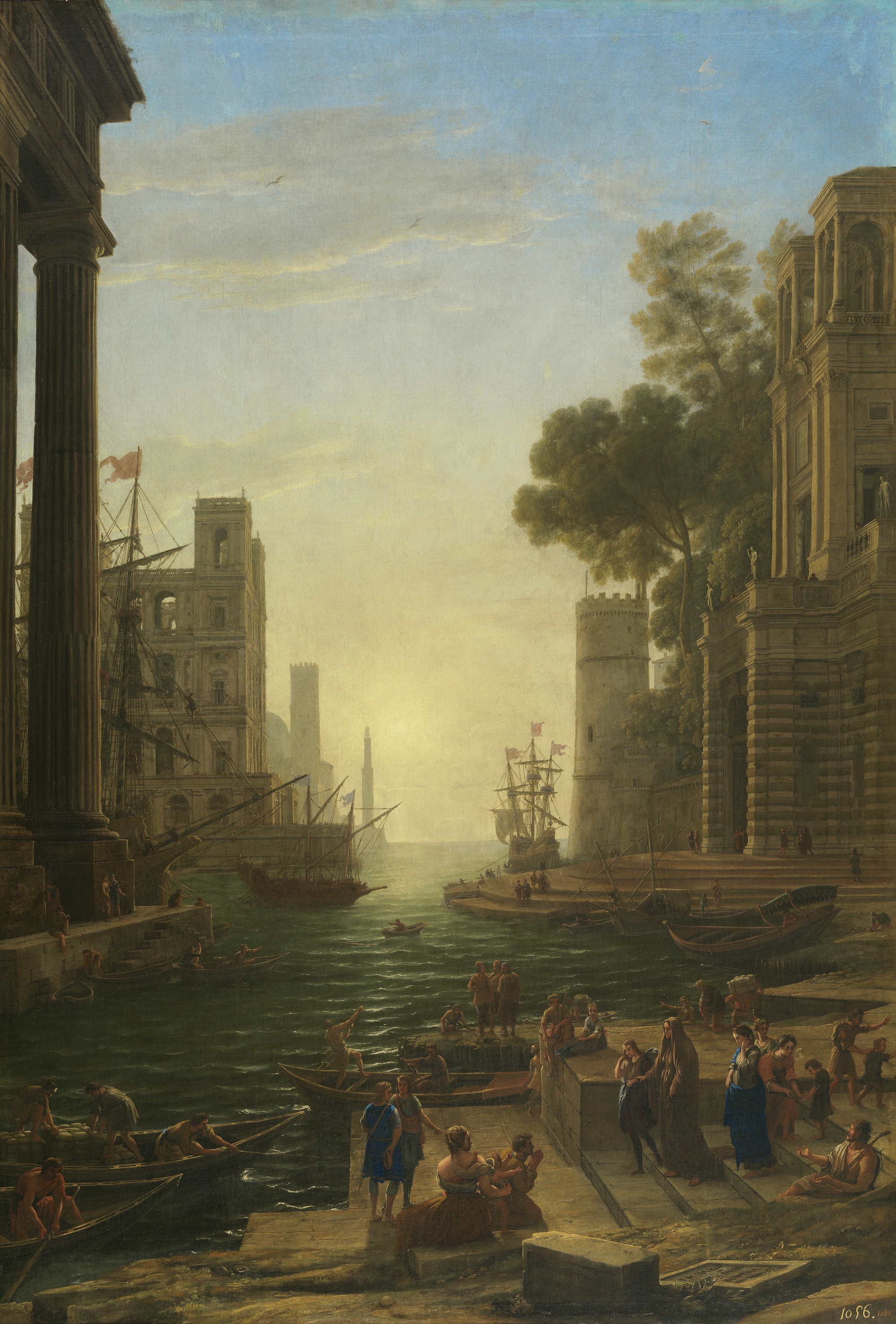
『オスティアで乗船するローマの聖パウラがいる風景』
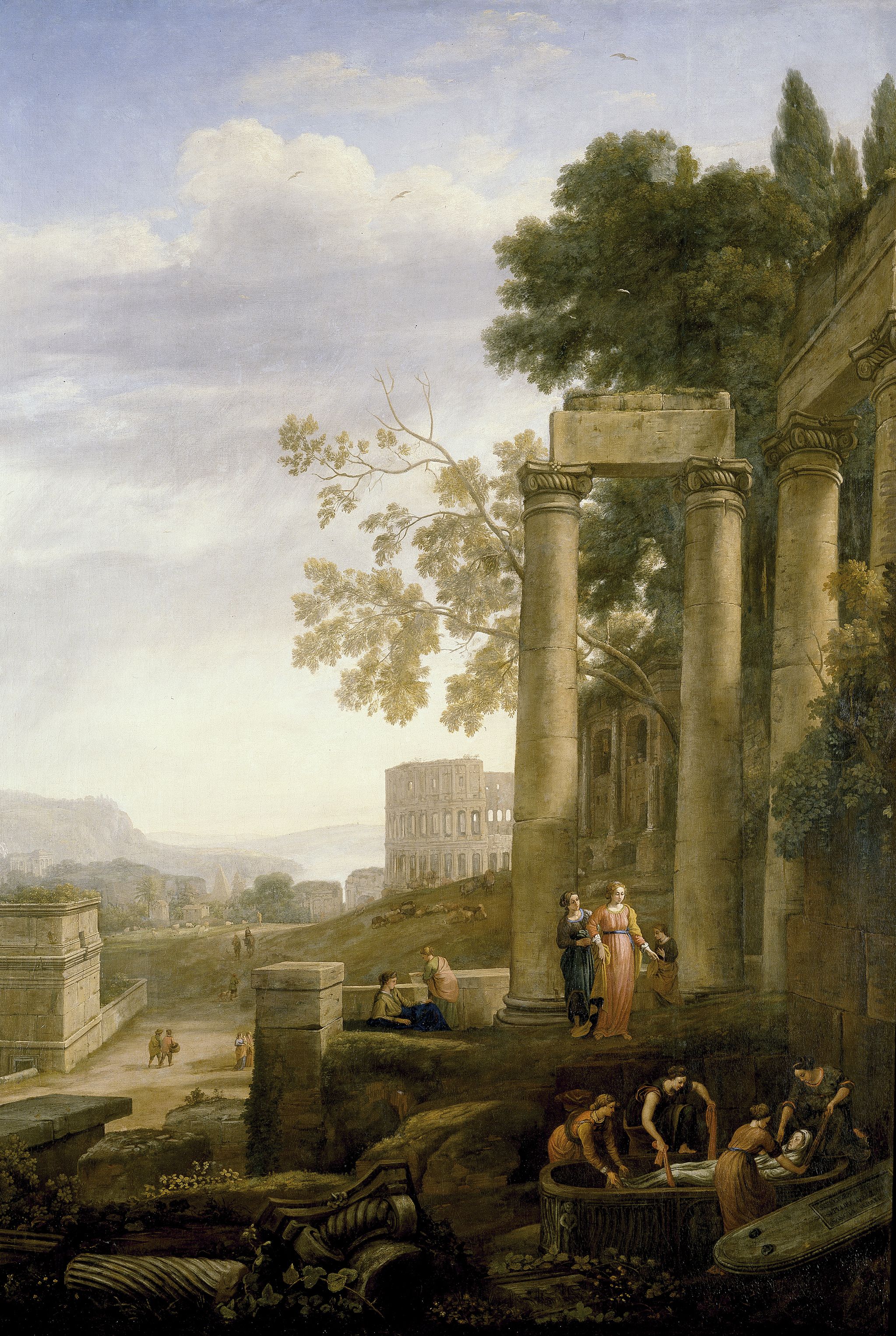
『聖セラピアの埋葬のある風景』1639年 プラド美術館所蔵